# Маріетта (округ Адер, Оклахома)
Маріетта (англ. Marietta) — переписна місцевість (CDP) в США, в окрузі Адер штату Оклахома. Населення — 82 особи (2020).

## Географія
Маріетта розташована за координатами 35°50′57″ пн. ш. 94°39′22″ зх. д. / 35.84917° пн. ш. 94.65611° зх. д. (35.849147, -94.656237).  За даними Бюро перепису населення США в 2010 році переписна місцевість мала площу 4,70 км², з яких 4,69 км² — суходіл та 0,01 км² — водойми.

## Демографія
Згідно з переписом 2010 року, у переписній місцевості мешкало 106 осіб у 35 домогосподарствах у складі 28 родин. Густота населення становила 23 особи/км².  Було 39 помешкань (8/км²).
Расовий склад населення:
| - 38,7 % — білих - 25,5 % — корінних американців - 10,4 % — осіб інших рас |

До двох чи більше рас належало 25,5 %. Частка іспаномовних становила 10,4 % від усіх жителів.
За віковим діапазоном населення розподілялося таким чином: 26,4 % — особи молодші 18 років, 58,5 % — особи у віці 18—64 років, 15,1 % — особи у віці 65 років та старші. Медіана віку мешканця становила 36,5 року. На 100 осіб жіночої статі у переписній місцевості припадало 125,5 чоловіків;  на 100 жінок у віці від 18 років та старших — 110,8 чоловіків також старших 18 років.
За межею бідності перебувало 18,8 % осіб, у тому числі 23,3 % дітей у віці до 18 років та 100,0 % осіб у віці 65 років та старших.
Цивільне працевлаштоване населення становило 58 осіб. Основні галузі зайнятості: виробництво — 31,0 %, освіта, охорона здоров'я та соціальна допомога — 20,7 %, роздрібна торгівля — 13,8 %, фінанси, страхування та нерухомість — 10,3 %.